# Technické služby

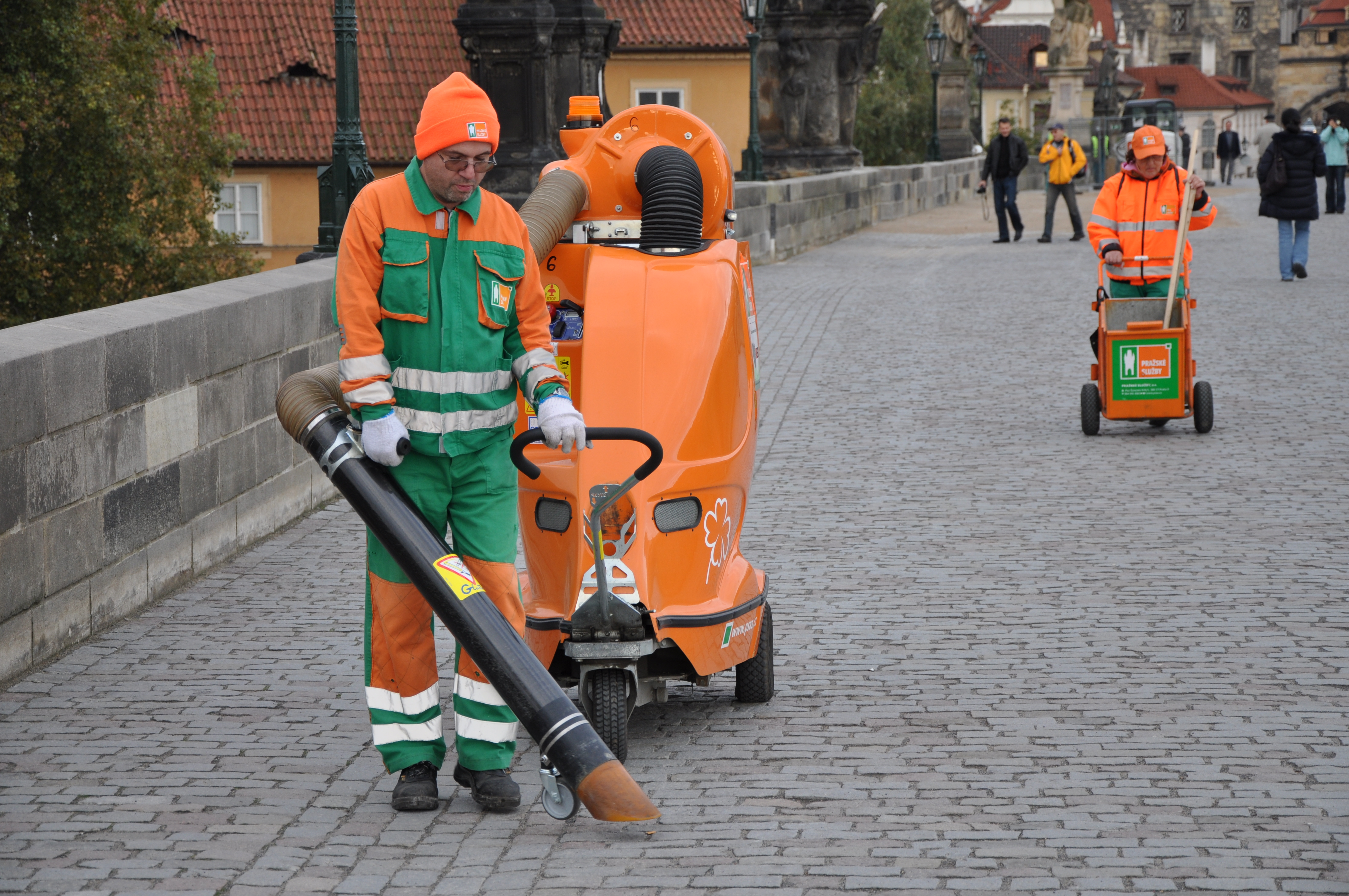
Úklidová služba v Praze na Karlově mostě

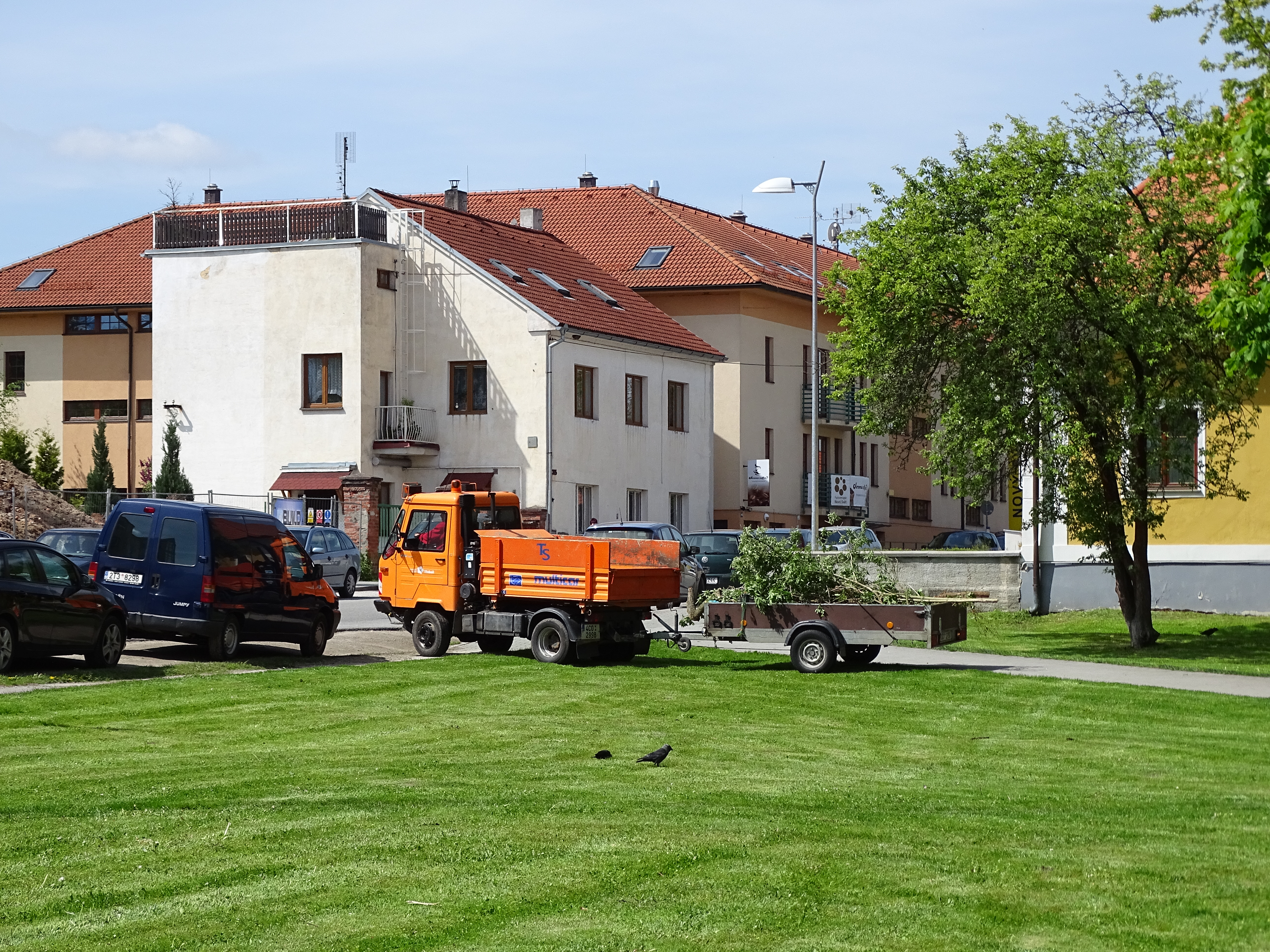
Technické služby Třeboň, práce na údržbě zeleně

Technické služby je v Česku typický název městských organizací určených ke správě určitých typů městského majetku a výkonu údržbových činností. Typicky do jejich působnosti patří správa místních komunikací včetně dopravního značení a včetně letní a zimní údržby, správa veřejných prostranství, parků a městské zeleně, městského mobiliáře (lavičky, odpadkové koše, informační a orientační systémy), dětských hřišť, obecních hřbitovů, často i veřejného osvětlení, obvykle i údržba a obsluha pouličních odpadkových košů, kontejnerů na tříděný odpad, v mnoha městech i svoz komunálního odpadu vůbec. V některých městech má taková organizace na starosti i správu sportovních nebo kulturních zařízení, vodovodů, kanalizace, městských lesů apod. V několika městech zajišťují takové organizace i městskou hromadnou dopravu, například Kroměřížské technické služby nebo Technické služby Havlíčkův Brod. Mohou mít buď formu příspěvkové organizace, nebo formu obchodní společnosti, v typických případech však bývají stoprocentně vlastněny městem. V některých městech mohou být jednotlivé činnosti rozděleny mezi více městských společností nebo mohou některé z činností být městem svěřeny privátním podnikatelským subjektům, což je obvyklé například u správy veřejného osvětlení, odpadového hospodářství nebo správy vodovodů či kanalizací, ale je to možné prakticky u všech komunálních služeb.
Mezi nejvýznamnější asociace, které sdružují takovéto organizace, patří Spolek veřejně prospěšných služeb, z.s., založený na jaře 1991, a Sdružení komunálních služeb, k rozštěpení původního sdružení na dvě došlo v roce 1995. Podobné organizace a podobná sdružení existují i v mnoha dalších zemích. Členy takových sdružení bývají i například dodavatelé techniky, podniky zpracování odpadu atd.
Své hlavní činnosti, zejména kvalifikovanější, vykonávají podniky technických služeb zpravidla převážně prostřednictvím vlastních stálých zaměstnanců. Technické služby ale patří také mezi největší klienty Úřadu práce z hlediska zaměstnávání lidí na veřejné služby a veřejně prospěšné práce. Na tyto práce jsou Úřadem práce často přidělováni lidé, kteří jsou velmi těžce zaměstnatelní jinde. Je zde mnoho činností, které nepotřebují žádné velké vzdělání. Charakter komunálních údržbových prací je často také příhodný pro výkon trestu obecně prospěšných prací.
Menší obce zpravidla zajišťují technické obecní služby přímo, tj. vlastními zaměstnanci organizovanými přímo obecním úřadem, případně např. objednávkami jednotlivých prací u místních živnostníků.